# Lorenzo Battaglia
Lorenzo Battaglia (Bari, 23 aprile 1968) è un allenatore di calcio ed ex calciatore italiano, di ruolo centrocampista, tecnico della Pro Gioia.

## Carriera

### Giocatore
In carriera ha cambiato molte squadre: ha cominciato nel Bari nella stagione 1983-1984, per poi giocare nel corso degli anni con: Noicattaro, Pro Matera, Avellino, Campania Puteolana, Palermo, Barletta, Nocerina, Genoa, Catania, Savoia, Viterbese, L'Aquila, Gela, Bitonto.
Con la Nocerina ha raggiunto gli ottavi di finale della Coppa Italia 1996-1997. Nel campionato di Serie B 1997-1998, con il Genoa, aveva come compagni di reparto Kallon, Nappi, Pizzi e Giampaolo.
La sua carriera è proseguita a livello dilettantistico in Promozione pugliese. Nel campionato 2007-2008 ha militato nelle file del Racale, portando la squadra nei play-off e segnando 15 reti. Nella stagione 2008-2009 ha giocato nell'Audace Cerignola, sempre in Promozione pugliese, contribuendo con i suoi 15 gol alla promozione della squadra nel campionato di Eccellenza.
Nel 2011 è stato ingaggiato dal Mesagne, disputando l'anno seguente il campionato di Seconda Categoria. Al termine del campionato 2013-2014, concluso al primo posto con l'approdo in Promozione, ha deciso di porre fine alla sua carriera da calciatore.

### Allenatore
Nella stagione 2013-2014, oltre al ruolo di centrocampista, ha assunto il ruolo di allenatore del Mesagne, in Prima Categoria. È stato esonerato dalla società nel novembre del 2014.
Nella stagione 2015-2016, dopo circa 35 anni, ha fatto ritorno da allenatore degli Allievi alla Puglia Sport Bari, società dove aveva mosso i primi passi da calciatore.
Il 24 Novembre 2021 viene annunciato come nuovo allenatore della Rinascita Rutiglianese, squadra pugliese militante nel campionato di promozione.

## Palmarès

### Giocatore

#### Competizioni nazionali
- Campionato italiano Serie C1: 2

Bari: 1983-1984 (girone B)
Palermo: 1992-1993 (girone B)
- Campionato italiano Serie C2: 1

Campania Puteolana: 1988-1989 (girone D)
- Coppa Italia Serie C: 1

Palermo: 1992-1993

#### Competizioni regionali
- Prima Categoria: 1

Mesagne: 2013-2014

### Allenatore
- Prima Categoria: 1

Mesagne: 2013-2014